# Chafariz D. João V (Alpedrinha)
O Chafariz de D. João V é um chafariz localizado ao cimo da vila de Alpedrinha, um pouco abaixo do Palácio do Picadeiro, no Largo do Chafariz, no município do Fundão, distrito de Castelo Branco. É também conhecido por Chafariz Real ou das Seis Bicas.
Trata-se de um chafariz monumental. Foi construído durante o reinado do rei D. João V de Portugal, possivelmente no ano de 1714. Foi edificado em granito, e é constituído por um baluarte com três faces, cada uma com sua bica, que jorram água para um tanque comum. Por cima do baluarte está uma coroa que cobre as armas reais do monarca D. João V de Portugal.
O Chafariz de D. João V em Alpedrinha está classificado como Imóvel de Interesse Público desde 1943.